# Famille d'Oncieu
La famille d'Oncieu, on trouve également la forme Oncieux, mentionnée depuis au moins le XIIe siècle, est une famille noble originaire de la Bresse.
Elle se partage en deux branches, en Savoie, au XVIIe siècle, avec les marquis de la Bâtie et les marquis de Chaffardon. Elle est une famille de la noblesse française subsistante, depuis l'Annexion de la Savoie à la France en 1860. Elle adhère à l'ANF en 1950 .

## Histoire

### Famille noble du Bugey
Samuel Guichenon, dans son Histoire de Bresse et de Bugey (1650), rapporte la « fable » d'une famille originaire de la ville de Douvres en Angleterre et qui aurait fait construire le château de Douvres en Bugey.
Le premier membre de la famille d'Oncieu, ou Oncieux, est un certain Boson mentionné comme témoin lors d'une concession faite à l'abbaye de Saint-Sulpice en 1160. Il s'agit de la paroisse d'Oncieu en Bugey, situé à proximité de Saint-Rambert-en-Bugey et possession de son abbaye. Un chevalier, Guy d'Oncieu, fait hommage au comte de Savoie, Thomas Ier, en 1217 (Guichenon le confond avec le comte Philippe Ier). 
Les Oncieu obtiennent par le mariage du chevalier Guillaume d'Oncieu avec Marguerite de Douvres, vers 1300, les seigneuries de Douvres et de Dyenne (?), dont elle est l'héritière,. Les descendants de Guillaume d'Oncieu forment deux branches de la famille, à partir de 1340, ceux installés en Dauphiné, et ceux de Savoie, à partir de Pierre d'Oncieu. La branche établie en Dauphiné s'éteint en 1680 avec la dernière descendante Catherine d'Oncieu, femme de Jean de Menze, seigneur de Sarcenas. Les descendants de Pierre, installés à Chambéry, prennent les titres de marquis de la Bâtie et de marquis de Chaffardon au cours du XVIIe siècle.
Le chevalier Guiguonnet d'Oncieu obtient par mariage, vers 1350, la seigneurie de Montiernoz (commune de Saint-Jean-sur-Reyssouze),.

### Famille noble au service du duc de Savoie
François d'Oncieu, de la branche savoyarde installée à Chambéry, devient Premier Président du Sénat de Savoie. Il succède ainsi à son père Janus d'Oncieu Cogna(c). Ses services auprès du duché de Savoie sont remerciés et la seigneurie de Saint-Jean-d'Arvey avec son centre, le château de Chaffardon, sont érigés en marquisat, en 1682. Il obtient par la suite l'érection de la baronnie de La Bâtie, obtenue en vingt ans plus tôt, en marquisat,, le 25 mars 1699,. Par la grâce du duc Victor-Amédée II, les deux marquisats sont partagés au bénéfice de ses deux fils. L'aîné, Guillaume, obtient le marquisat de la Bâtie, donnant naissance à la branche aînée des Oncieu de la Bâtie,. Le second, François-Antoine, obtient Chaffardon, donnant naissance à la branche cadette des Oncieu de Chaffardon. Il aura quatorze enfants.
Guillaume-Joseph d'Oncieu de Chaffardon, petit-fils du marquis François-Antoine, hérite du titre de marquis de la Bâtie à la mort de ses oncles.

### Une famille sous la Révolution et l'Empire
Les Oncieu de Chaffardon migrent à Turin, lorsque le duché de Savoie est occupée par les troupes révolutionnaires françaises à partir de 1792. De nombreux membres de cette famille font partie des troupes sardes qui luttent contre les armées françaises. Les biens de la famille ne sont pas confisqués en raison d'un décret du Premier Consul, qui proclame que les soldats ayant combattu contre les Français n'ont fait que leur devoir.
En 1800, à la mort du dernier marquis de Chaffardon, son neveu Paul d'Oncieu, fils cadet du marquis de la Bâtie, hérite du titre.

## Héraldique
| Famille d'Oncieu | Les armes de la famille d'Oncieu se blasonnent ainsi : "D'or à trois chevrons de gueules,. - Cimier : "Un hibou d'or" |

## Titres et propriétés

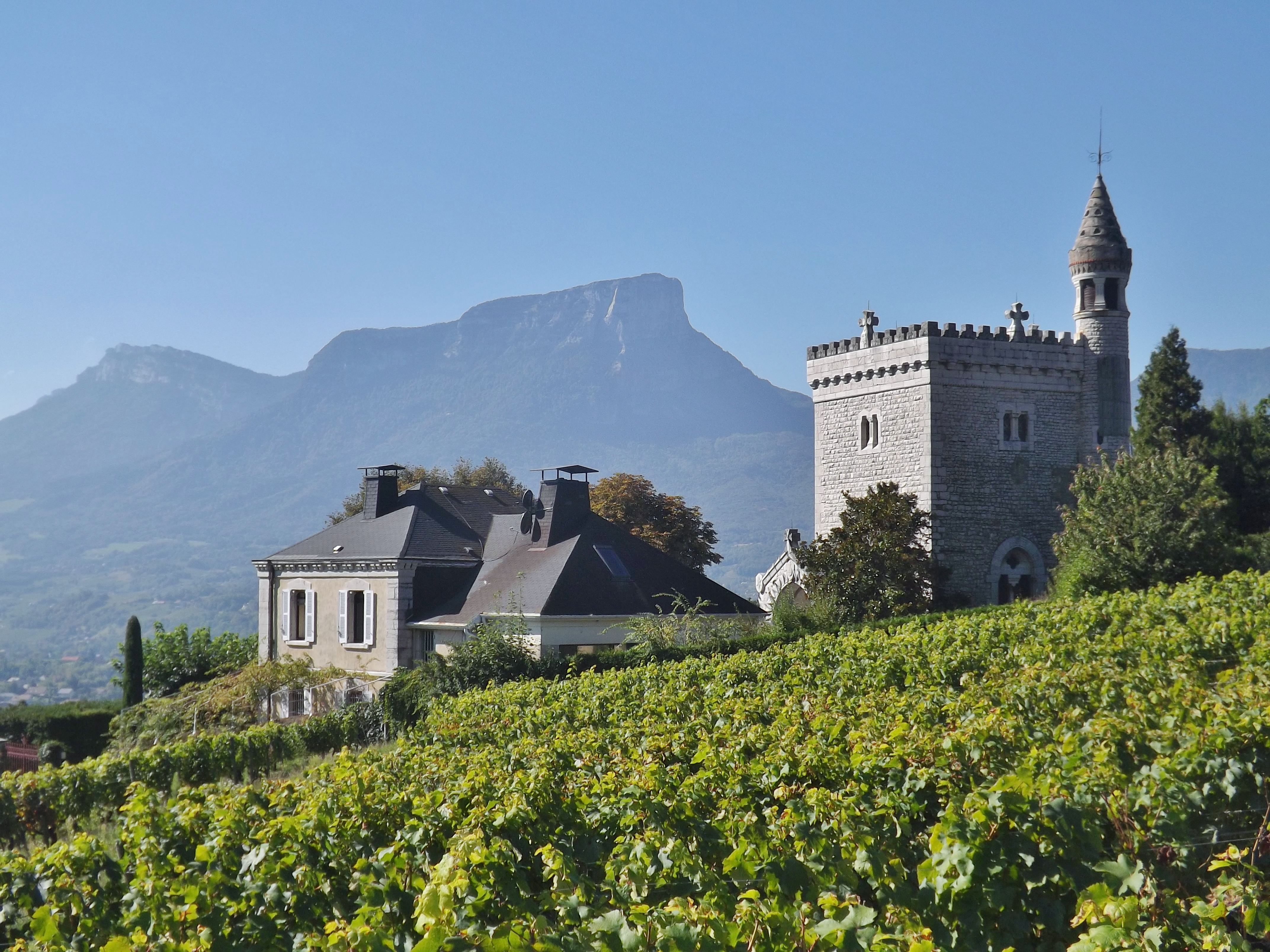
Le clos Saint-Anthelme devant le mont Granier.

- Château et seigneurie de Douvres (Douvres, Bugey), acquis par mariage vers 1300[6],[7] ;
- Seigneurie de Montiernoz (commune de Saint-Jean-sur-Reyssouze, Bugey), acquis par mariage vers 1350[6],[4] ;
- Inféodation de Saint-Jean-d'Arvey et du château de Chaffardon (Saint-Jean-d'Arvey, Savoie), en 1638[10]. En 1682, érection en marquisat[11]. Le château reste une possession de la famille jusqu'en 1971[11] ;
- Château de la Bâtie (Barby, Savoie), acquis en 1679, érigé en marquisat en 1783[9],[12],[13] ;
- Tours de Chignin (Chignin, Savoie), La Biguerne ou Clos Saint-Anthelme acquise par mariage en 1753 et La tour Corraz (1738 ?)[16]
- Château d'Aléry (Cran-Gevrier, Genevois), acquis par héritage en 1755[17]
- Château de Château Denys (Serrières-en-Chautagne, Savoie), maison-forte acquise par héritage et aussitôt revendue[18]
- Château de Triviers (Challes-les-Eaux, Savoie), acquis par mariage après 1800

## Personnalités
- Boson l'ancien d'Oncieu : Bailli de Bresse
- Guy d'Oncieu : Chevalier, vivant vers 1200, fit hommage à Philippe 1er, comte de Savoie.
- Pierre d'Oncieu (premier du nom) : Fils de Guy d'Oncieu. En 1286, il acquiert d'Alix de Montferrand (veuve de Pierre de Montferrand), les hommes, les biens, les tailles, les servis, les cens de Romenas et de Saleysses (hameaux, aujourd'hui détruit, se situant entre Saint-Germain d'Ambérieu et les Balmettes).
- Josserand d'Oncieu : fils de Pierre d'Oncieu, chevalier auquel Sibylle de Baugé & de Bresse fit un legs par son testament en 1294
- Alix d'Oncieu : Épousa Jean de Francheleins, seigneur de Francheleins.
- Guillaume d'Oncieu : Fils de Pierre d'Oncieu (deuxième du nom) se marie à Marguerite (ou Pétronille) de Douvres (ou Dolure) fille de Guichard de Douvres, seigneur de Douvres. Elle apporte en dot la seigneurie et le château de Douvres. Il meurt sans postérité vers l'an 1330 et le titre revient à Jean d'Oncieu. C'est à partir des enfants de Pierre d'Oncieu deuxième du nom que la famille quitte le village.
- Guigonnet d'Oncieu : Fils de Pierre d'Oncieu deuxième du nom et fondateur de la branche des seigneurs de Montiernoz.
- Guillaume d'Oncieu : Seigneur de Douvres et de Cognac, Guillaume d'Oncieu est issu de la famille d'Oncieu fixée en Savoie. Poète, philosophe et jurisconsulte. Il est nommé sénateur au sénat de Savoie dont il fut le président durant l'année 1599.

### Oncieu de Savoie
- Guillaume d'Oncieu (v. 1560 — v. 1636)

Avocat et conseiller, puis Premier Président du Sénat de Savoie (1599-1600),,. Il a deux fils : Janus (qui suit) et Adrien († 1675), prévôt de l'église de Genève.

Il est l'auteur de : Quaestionum academicarum tegatium libre duo (1579) ; Numeratium tocorum décas, in omni ferme scientarum genre mysticis referta propositionibus (1584) ; Questiones juris philosophicae (1585) ; Discours sur la reprise de la Maurienne par le duc Charles-Emmanuel (1598) ; Mites venator (1599) ; Traité des mains-mortes (1608) ; Traité de l'amortissement (1612) ; Consultation sur l'opération césarienne (1614) ; Epistotae ad varios (1618) ; Colloquia mixta (1628) ; Traité des singularités de ta mémoire (1622) ; Poésie tatines (1604).
- Janus d'Oncieu de Cogna(c)

Fils du précédent. Seigneur de Cogna(c). Premier Président du Sénat de Savoie (1643-1658) et commandant général du duché de Savoie. Conseiller de la régente Christine de France.
- François d'Oncieu

Fils du précédent, baron de Saint-Denis, de Chaffardon (Saint-Jean-d'Arvey), seigneur de Génissia (Injoux-Génissiat). Docteur en droit. Président de la Chambre des comptes de Savoie. Obtient l'érection de la seigneurie de La Bâtie en marquisat en 1699,,. Ses deux fils donnent naissances à deux branches cadettes. 
- Joseph Guillaume d'Oncieu de la Bâtie (1739 — 1800)

Syndic de Chambéry. Membre du conseil municipal de Chambéry de 1805 à une date indéfinie.
- Jean-Baptiste d'Oncieu de la Bâtie (1765 — 1847)

Fils de Joseph d'Oncieu de la Bâtie (1739-1800).
Officier du Piémont pendant l'invasion du duché par les troupes révolutionnaires françaises jusqu'en 1798. Ralliement (avec réticence) à l'Empire et devenu maire de Chambéry en 1813. Devient major-général puis inspecteur général des carabiniers. Nommé gouverneur général du duché (1831-1833),.
- Marquis Alexandre d'Oncieu de Chaffardon (1811 — 1849)

Archéologue. Écuyer de la reine Marie-Christine. Membre de l'Académie des sciences, belles-lettres et arts de Savoie.
- Marquis César d'Oncieu de la Bâtie (1828 — 1903)

Né le 20 mars 1828 à Turin (Turin) et mort le 13 novembre 1903 au château de Montgex (Chambéry - Savoie).
Président de l'Académie des sciences, belles-lettres et arts de Savoie (1870-1872).
- Auguste-Marie-Édouard d'Oncieu de la Bâtie (1833 — 1904)

Né le 25 novembre 1833 (Chambéry, Savoie) et mort le 18 avril 1904 (Alassio, Italie). Fils d'Eugène d'Oncieu de la Bâtie (1795-1846)
 Capitaine de vaisseau. Commandeur de la Légion d'Honneur (24 avril 1888).
- Alexandre César Paul Marie d'Oncieu de la Bâtie (1838 — 1875)

Né le 28 décembre 1838 (Chambéry, Savoie) et mort le 3 juin 1875 (, Italie). Fils d'Eugène d'Oncieu de la Bâtie (1795-1846)
 Lieutenant de vaisseau. Chevalier de la Légion d'Honneur.
- Comte Eugène d'Oncieu de la Bâtie (1857 — 1917)

Né le 12 juin 1857 et mort le 21 avril 1917 au château de Montgex (Chambéry, Savoie).
Officier de cavalerie, homme politique. Président de l'Union Catholique de Savoie. Président de l'Académie des sciences, belles-lettres et arts de Savoie (1889-1892, 1889-1892). Il est l'auteur d'un manuel d'enseignement agricole (1898).
- Comte Aimé d'Oncieu de la Bâtie (1862 — 1952)

Né le 4 août 1862 et mort le 28 mars, fils du marquis César d'Oncieu de la Bâtie (1828-1903).
Écrivain. Membre de l'Académie des sciences, belles-lettres et arts de Savoie.

## Alliances
Les Oncieu ont contracté des alliances avec de nombreuses familles de la région : Francheleins (Dombes), La Palud (Bresse), Douvres (Bugey), La Balme (Bugey), La Baume (Bresse), Chandée (Bresse), Châtillon (Bugey), Montchenu, Viry (Genevois), Bonnivard (Savoie), Carron, Lescheraine (Savoie), Andelot, Chapicol (Mâconnais), La Forest (Bugey), Champier, Maillard de Tournon (Albanais-Genevois), Costa de Beauregard (Savoie), Seyssel (Savoie) etc.,.